# Adhemar (ur. 1972)
Adhemar, właśc. Adhemar Ferreira de Camargo Neto (ur. 27 kwietnia 1972) – brazylijski piłkarz występujący na pozycji napastnika.

## Kariera piłkarska
Od 1994 do 2006 roku występował w São José, São Bento, Corinthians Paulista, São Caetano, VfB Stuttgart, Seongnam Ilhwa Chunma i Yokohama F. Marinos.
W swojej karierze rozegrał 39 spotkań i zdobył 9 bramek w Bundeslidze.